# Discographie de la production de Teddy Park
 (mars 2025).
Ceci est une discographie des productions du leader de 1TYM et du producteur de YG Entertainment Teddy Park.

## 1998

### 1TYM–One Time For Your Mind
- 06. 뭘 위한 세상인가 (What Is This World For)

## 2000

### 1TYM–2nd Round
- 04. 쾌지나 칭칭 (Dwae Ji Na Ching Ching) (It Passes)
- 06. One Love
- 08. 1TYMillenium
- 09. 향해가 (Headed That Way)

## 2001

### 1TYM–Third Time To Yo' Mind
- 01. Nasty
- 02. Hello
- 03. 우와 (Wow)
- 04. Make it Last
- 06. Hip Hop Kids
- 07. 어머니 (Mother)
- 08. 버스 (Bus)

### Jinusean–The Reign
- Hiphop Seoul ft. F-Chino Xl, Masta Wu, Teddy

## 2003

### 1TYM–Once N 4 All
- 01. Freeflo (Intro)
- 02. Uh-oh
- 03. 떠나자 (Set It Off)
- 04. Hot 뜨거
- 05. Without You
- 06. 부제:울고싶어라 (Cry)
- 08. Everyday and Night
- 10. It’s Over
- 11. Teddy’s Interlude
- 12. Ok (feat. Perry & Lexy)
- 13. Put’em Up

### Masta Wu–Masta Peace
- Run

## 2004

### Se7en–Must Listen
- Passion
- Honey I Know
- 2 Night

### Jinusean–노라보세
- Phone Number
- Microphone
- Passion Remix

## 2005

### 1TYM–One Way
- 01. One Way (Intro)
- 02. 니가 날 알어 (Do You Know Me?)
- 03. 어쩔겁니까 (What You Gunna Do?)
- 04. 몇 번이나 (How Many Times?)
- 05. The Instruction (Interlude)
- 06. 위험해 (Danger)
- 08. Can’t Let U Go
- 12. How It Go
- 13. 어쩔겁니까 (What You Gunna Do?) (YG Remix)
- 14. 니가 날 알어 (Do You Know Me?) (Instrumental)

## 2006

### Se7en
- I Know feat. Teddy
- Oh No!
- The One

### Bigbang–Big Bang
- 02. We Belong Together ft. Park Bom

### Se7en–Se7olution
- Girlfriend
- 라 라 라 / La La La
- Again
- Can You Feel Me

## 2007

### Masta Wu–Mass Wu Pt. 2
- Don't Stop ft. Jinu
- Do or Die ft.Teddy
- Bubblegum ft.Teddy

## 2008

### Bigbang–Stand Up
- 01. "Intro (Stand Up)"
- 05. "Lady"

### Bigbang –Remember
- 02. "Oh, Ah, Oh" (coréen : "오, 아, 오")
- 03. "Sunset Glow" (coréen : "붉은 노을")
- 06. "Wonderful"
- 11. "Remember"

### Taeyang–Hot (EP)
- 02. "Prayer (feat. Teddy)"
- 03. "Only Look At Me"

### Uhm Jung-hwa–D.I.S.C.O
- DJ feat. CL
- D.I.S.C.O feat. T.O.P
- D.I.S.C.O Part2

### YMGA–Made In R.O.K
- Get Up
- Scandal feat. Danny
- Tell It To My Heart feat. 엄정화
- What feat. YGFAM, DJ Wreckx

## 2009

### 2NE1–2NE1
- 01. "Fire"
- 02. "I Don't Care"
- 03. "In the Club"
- 04. "Let's Go Party"
- 05. "Pretty Boy"
- 07. "Lollipop" (feat. Bigbang)

### G-Dragon–Heartbreaker
- 06. "Gossip Man" feat. Kim Gun-mo
- 08. "The Leaders" feat. CL and Teddy

## 2010

### Gummy–Loveless
- Because You Are A Man

### Bigbang,Kim Yuna
- The Shouts of Reds Part. 2

### Taeyang–Solar
- 02. "Superstar"
- 04. "Just a Feeling"
- 06. "Move" (feat. Teddy)
- 07. "Break Down"
- 09. "Where U At"
- 10. "Wedding Dress"

### Se7en–Digital Bounce
- 03. "Better Together"
- 04. "I'm Going Crazy"
- 05. "Money Can't Buy Me Love"

### 2NE1 –To Anyone
- 01. "Can't Nobody"
- 02. "Go Away"
- 07. "You and I" (solo de Bom)
- 08. "Please Don't Go" (CL et Minzy)
- 09. "Kiss" (feat. CL) (solo de Dara)
- 10. "Follow Me" (coréen : "날 따라 해봐요")
- 11. "I Don't Care" (remix reggae)
- 12. "Can't Nobody" (version anglaise)

### GD&TOP
- 02. "High High"
- 03. "Oh Yeah" (feat. Park Bom)
- 11. "Turn It Up" (solo de T.O.P)

## 2011

### 2NE1 –2nd Mini Album
- 01. "I Am The Best"
- 02. "Ugly"
- 03. "Lonely"
- 04. "Hate You"
- 05. "Don't Cry (solo de Bom)"
- 06. "Don't Stop the Music (nouvelle version)"

## 2012

### Bigbang –Alive
- 01. "Intro (Alive)"
- 02. "Blue"
- 03. "Love Dust" (coréen : "사랑먼지")
- 06. "Fantastic Baby"

### Bigbang –Still Alive (Special Edition)
- 07. Round and Round (coréen : "빙글빙글")

### 2NE1– I Love You (Single)
- 01. I Love You

### G-Dragon–One Of A Kind
- 02. "Crayon" (coréen : "크레용")
- 04. "That XX" (coréen : "그 XX")
- 05. "Missing You (feat. Kim Yoon Ah)"

## 2013

### Lee Hi–First Love
- 06. Rose

### 2NE1–Falling In Love (Single)
- 01. Falling In Love

### 2NE1–Do You Love Me (Single)
- 01. Do You Love Me

### 2NE1–Missing You (Single)
- 01. Missing You

### G-Dragon–Coup d'État
- 02./09. "Niliria" (coréen : "늴리리야")
- 03. "R.O.D." (feat. Lydia Paek)
- 04./14. "Black"
- 08. "Crooked" (coréen : "삐딱 하게")
- 10. "Window"

### WIN (Who Is Next) – Final Battle
- 02. Just Another Boy (Team A)
- 04. Just Another Boy (Team B)

## 2014

### Taeyang–RISE
- 02. "Eyes, Nose, Lips"
- 03. "1 A.M."
- 05. "Body"

### WINNER–2014 S/S
- 04. "I'm Him (solo de Mino)"

### 2NE1–Crush
- 02. "Come Back Home"
- 03. "Gotta Be You"
- 05. "Good To You"
- 06. "MTBD (solo de CL)"
- 07. "Happy"
- 08. "Scream"
- 10. "Come Back Home (Acoustic)"

### Masta Wu– "Come Here" (feat. Dok2, Bobby)
- 01. "Come Here" (feat. Dok2, Bobby)

## 2015

### BIGBANG–M
- 01. "Loser"
- 02. "Bae Bae"

### BIGBANG-A
- 01. "Bang Bang Bang"
- 02. "We Like 2 Party"

### BIGBANG-D
- 01. "맨정신 (Sober)"

### BIGBANG-E
- 01. "Zutter (쩔어)"
- 02. "Let’s Not Fall In Love (우리 사랑하지 말아요)"

### Ikon-Welcome Back
- 07. "Anthem (이리오너라; Irioneora; B.I & Bobby)"
- 08. "Apology" (지못미)"

### Psy-Chiljip Psy-da
- 04. "Daddy" featuring CL

## 2016

### CL–Lifted
- 01. Hello Bitches
- 02. Lifted

### Lee Hi–Seoulite
- 06. My Star

### BLACKPINK–Square One
- 01. Whistle (휘파람; Hwiparam)
- 02. Boombayah (붐바야; Boombayah)

### BLACKPINK–Square Two
- 01. Playing with Fire (불장난; Buljangnan)
- 02. Stay
- 03. Whistle (휘파람; Hwiparam) (Acoustic)

### BIGBANG-Made
- 01. "Fxxk It" (coréen : "에라 모르겠다")
- 02. "Last Dance"
- 03. "Girlfriend"
- 04. "Let's Not Fall In Love" (coréen : "우리 사랑하지 말아요")
- 05. "Loser"
- 06. "Bae Bae"
- 07. "Bang Bang Bang" (coréen : "뱅뱅뱅")
- 08. "Sober" (coréen : "맨정신")
- 10. "Zutter" (coréen : "쩔어")
- 11. "We Like 2 Party"

## 2017
G-Dragon - Kwon Ji Yong
- 02. "Act I: 개소리 (Bullshit)"
- 03. "Act II: Super Star"

BLACKPINK
- "마지막처럼 (As If It's Your Last)" (Digital single)

Taeyang - White Night
- 01. "白夜 (White Night)"
- 03. "Darling"
- 04. "Ride"
- 05. "Amazin'"

Sunmi
- 01. "가시나 (Gashina)" (Single digital)

Mix Nine - Part 1
- 01. "Just Dance"

Mix Nine - Part 3
- 01. "Just Dance (Boy ver.)"
- 02. "Just Dance (Girl ver.)"

## 2018
Sunmi
- 01. "주인공 (Heroine)" (Single digital)

BLACKPINK - Square Up
- 01. "뚜두뚜두 (Ddu-Du-Ddu-Du)"
- 02. "Forever Young"
- 03. "Really"
- 04. "See U Later"

Ikon – Return
- 02. "Beautiful"

Seungri – The Great Seungri
- 01. "셋 셀테니 (1, 2, 3!)"

Jennie
- 01. "SOLO" (Single digital)

## Singles produits
2008
- Bigbang – "Sunset Glow" (coréen : "뷹은 노을")

2009
- Bigbang et 2NE1 – "Lollipop"
- 2NE1 – "Fire"
- 2NE1 – "I Don't Care"
- Sandara Park – "Kiss" (feat. CL)
- Park Bom – "You and I"
- CL et Minzy – "Please Don't Go"

2010
- 2NE1 - "Follow Me"
- T.O.P – "Turn It Up"
- Taeyang – "Where U At"
- Taeyang – "Wedding Dress"
- Se7en – "Better Together"
- Se7en – "I'm Going Crazy"
- 2NE1 - "Can't Nobody"
- 2NE1 – "Go Away"

2011
- Park Bom - "Don't Cry"

2012
- 2NE1 - "I Love You"

2013
- CL - "The Baddest Female"
- 2NE1 - "Falling In Love"
- 2NE1 - "Do You Love Me"
- 2NE1 -  "Missing You"

2015
- BIGBANG - "Loser"
- BIGBANG - "Bae Bae"
- BIGBANG - "Bang Bang Bang"
- BIGBANG - "We Like 2 Party"
- BIGBANG - "Sober"
- Ikon - "Anthem"
- Ikon - "Apology"
- Psy featuring CL - "Daddy"

2018
- Sunmi - "Heroine"